# Ящик, Тимофей Ксенофонтович

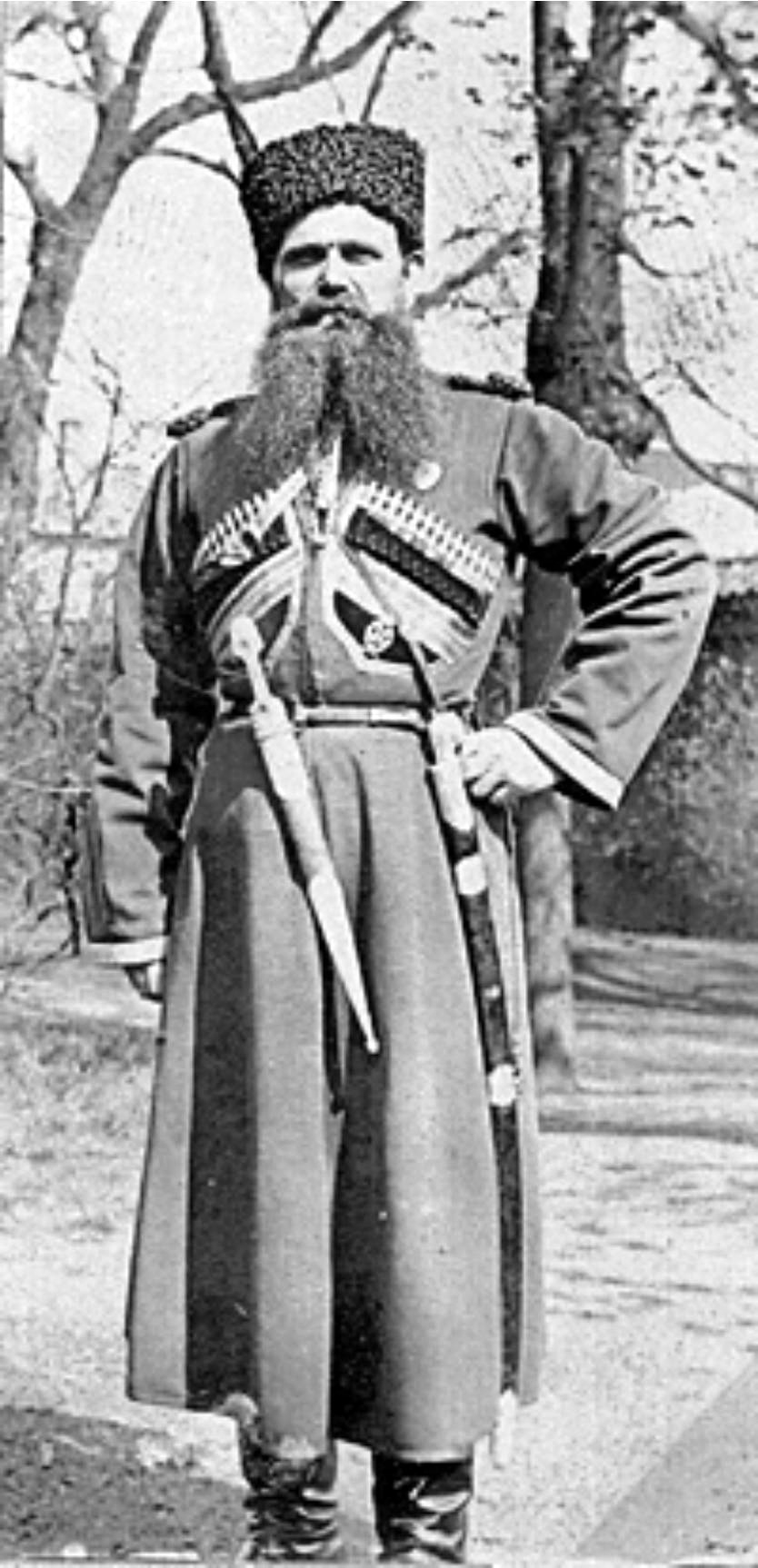

Тимофе́й Ксенофо́нтович Я́щик (20 апреля 1878, Новоминская, Ейский отдел, Кубанская область, Российская империя — 16 февраля 1946, Копенгаген, Дания) — камер-казак при Николае II и Марии Фёдоровне.

## Биография

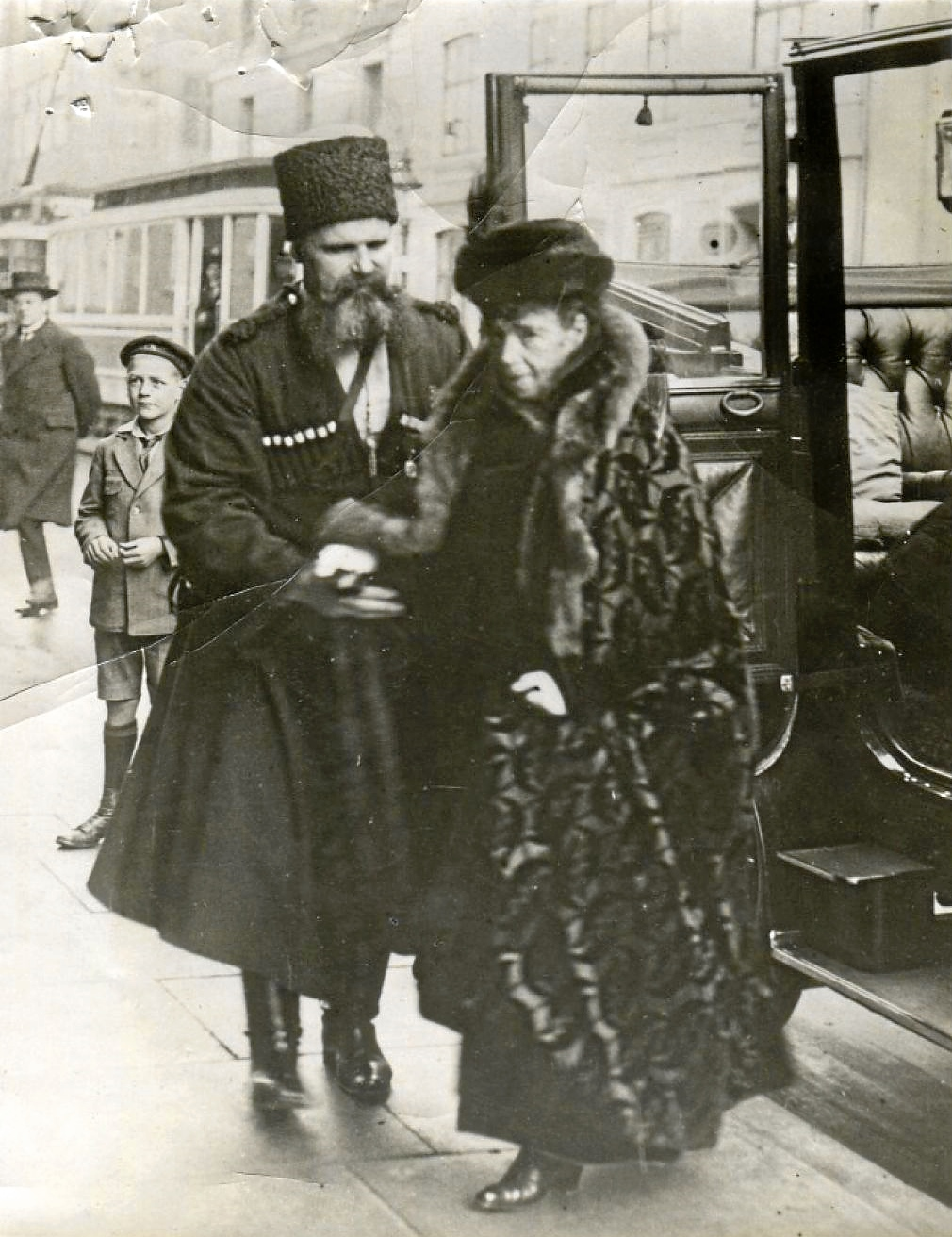
Вдовствующая императрица Мария Фёдоровна и её камер-казак Тимофей Ящик. Копенгаген, 1924 год

Тимофей Ящик родился 20 апреля 1878 года в кубанской станице Новоминской Ейского отдела. В 1900 году он призывается в Ейский полк, находившийся в Тифлисе. Из-за своей представительной внешности, он практически сразу был назначен в Конвой командующего войсками Кавказского военного округа генерал-адъютанта князя Е. С. Голицына.

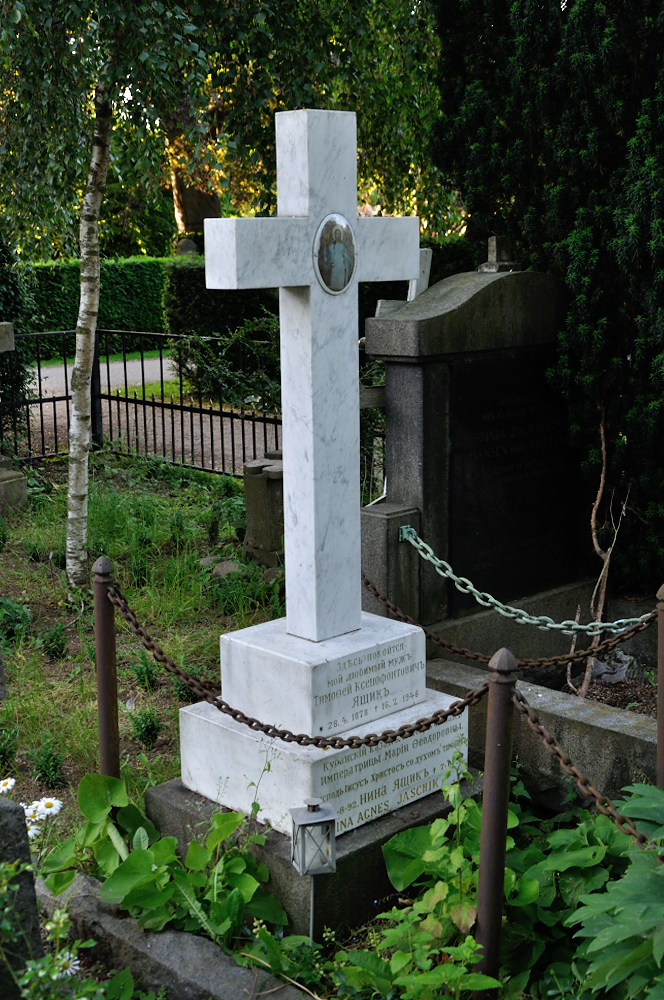
Могила Тимофея Ящика в Копенгагене

В 1904 году вместе с Голицыным Ящик прибывает в Петербург. Далее он был зачислен в императорский Собственный конвой во Вторую Кубанскую сотню. Там в подготовку казаков входили караульная служба, джигитовка, стрельба и ориентирование на местности. Через три года он увольняется со службы. 
Далее Ящик прожил в родной станице до 1912 года, когда его снова призвали на службу в Собственный конвой. Срок службы заканчивался в 1914 году. В этот момент Николай II выбирает его из многих претендентов на должность камер-казака. Свои обязанности, которые, по словам Ящика, не отличались особой сложностью, он считал формальными. Основной обязанностью камер-казаков было круглосуточно находиться при особе императора. При императоре Ящик прослужил 9 месяцев.
В начале 1916 года он стал вторым личным телохранителем вдовствующей императрицы Марии Фёдоровны. После 1917 года Ящик оставался возле Марии Фёдоровны, охраняя её в Крыму. В 1918 году он вывез младшую сестру Николая II великую княгиню Ольгу Александровну в родную станицу, где та родила своего второго сына Гурия. Позже Тимофей Ящик организовал вывоз семьи великой княгини за границу.
После того как Мария Фёдоровна покинула Россию, Ящик сопровождал её в Англии и Дании. Он охранял императрицу до её смерти в 1928 году. После смерти Марии Фёдоровны Ящик остался в Дании, женившись на датчанке. На небольшое наследство, оставленное императрицей, он открыл магазин. Умер Тимофей Ящик в 1946 году. Похоронен вместе с женой на русском кладбище.
В Дании в 1965 году вышла книга воспоминаний, которые он надиктовал своей жене. В 2021 году мемуары впервые были изданы на русском языке.